# Dinu Moldovan
Dinu Bogdan Moldovan (Alba Iulia, Transilvania, 3 de mayo de 1990) es un futbolista rumano que ocupa la demarcación de guardameta en el SCM Zalău de la Liga III.

## Selección nacional
Ha sido internacional con la selección de fútbol sub-21 de Rumania.

## Trayectoria
| Club                          | País    | Año       |
| ----------------------------- | ------- | --------- |
| R. C. D. Espanyol "B"         | España  | 2009-2012 |
| FC Astra Giurgiu              | Rumania | 2012      |
| Universitatea Cluj            | Rumania | 2013      |
| S. D. Ponferradina            | España  | 2013-2018 |
| F. C. Voluntari               | Rumania | 2018-2019 |
| ACS Poli Timișoara            | Rumania | 2019      |
| AFC Chindia Târgoviște        | Rumania | 2019-2023 |
| ACS Sepsi OSK Sfântu Gheorghe | Rumania | 2023-2025 |
| Rapid de Bucarest             | Rumania | 2025      |
| SCM Zalău                     | Rumania | 2025-     |

## Palmarés

### Títulos nacionales
| Título               | Club                          | País    | Año  |
| -------------------- | ----------------------------- | ------- | ---- |
| Supercopa de Rumania | ACS Sepsi OSK Sfântu Gheorghe | Rumania | 2023 |